# Stilbops femoralis
Stilbops femoralis là một loài tò vò trong họ Ichneumonidae.